# Abraham Tucker
Abraham Tucker por Enoch Seeman, National Portrait Gallery, Londres
Abraham Tucker (Londres, 2 de setembro de 1705 — Betchworth, Surrey, 20 de novembro de 1774) foi um escritor filosófico inglês, educado em Oxford, que se dedicou ao estudo da Filosofia, e escreveu sob o pseudônimo de Edward Search, um trabalho em sete volumes, The Light of Nature Pursued (1768–1778).

## Biografia
Tucker nasceu de uma família de Somerset, filho de um comerciante abastado de Londres. Seus pais morreram durante sua infância, e educado por seu tio, Isaac Tillard. Isaac foi um homem honrado e generoso, que ganhou a gratidão de seu sobrinho, tanto por seus ensinamentos, quanto por seus exemplos de conduta. Ele era menos notório em cultura literária do que na religiosa e, quando o menino tinha que escrever cartas formais de relações, dizia-lhe para adotar como modelo as epístolas de São Paulo. Tucker estudou em Bishop's Stortford até 1721, quando entrou para o Merton College, Oxford, como um cavalheiro plebeu, e estudou Filosofia, Matemática, Francês, Italiano e Música. Mais tarde estudou Direito no Inner Temple, mas nunca foi chamado para atuar na profissão, e só usou seu conhecimento no exercício das suas funções como juiz de paz.
Ele fez algumas viagens de férias, uma delas ao continente, e em 1727 comprou o Castelo de Betchworth, perto de Dorking, com um considerável latifúndio, onde passou o resto de sua vida. Estudou agricultura, e fez coleções de obras sobre o assunto. Em 3 de fevereiro de 1736 casou com Dorothy, filha de Edward Barker, de East Betchworth, barão diretor das Finanças, responsável pelas operações contábeis do governo. Quando sua esposa morreu em 7 de maio de 1754, deixando duas filhas, dedicou-se a juntar todas as cartas que haviam trocado entre eles, e transcreveu-as sob o título de The Picture of Artless Love. Depois da morte dela, ele assumiu a educação de suas filhas. Pouco se importava com a política, e recusou-se a apresentar a sua candidatura para o condado. Certa vez ele participou de uma reunião do condado em Epsom, tendo sido ridicularizado em uma balada por Joseph Mawbey, que o representou como uma pessoa dominada pela eloquência dos líderes Whigs. Ele fez piada com seu próprio desempenho, e transformou a balada em música.
A partir de 1756, Tucker começou a escrever o livro pelo qual ficou conhecido, The Light of Nature Pursued. Ocupou muito de seu tempo e trabalho com isso, escrevendo, revisando e traduzindo autores clássicos para melhorar o seu estilo. No entanto, ele concluiu que “a correção não era o seu talento” (Introdução) e, finalmente, fez poucas alterações no primeiro esboço. Em 1763 publicou um exemplar sobre Freewill, Foreknowledge, and Fate, by Edward Search, que foi criticado na Monthly Review de julho de 1763. Tucker respondeu a algumas críticas em um panfleto muito bem-humorado chamado Man in Quest of himself, by Cuthbert Comment (reimpresso no Metaphysical Tracts de Parr, 1837), “uma defesa da individualidade da mente humana ou de si próprio”. Em 1768, imprimiu os primeiros quatro volumes de seu livro, ainda sob o pseudônimo 'Edward Search'. Os três últimos foram publicados postumamente, editados por sua filha Judith, em 1778. Tucker ficou cego em 1771. Aceitou a enfermidade com serenidade admirável, ria dos erros que a cegueira o fazia cometer, e inventou uma máquina para habilitar-se a escrever. Sua filha auxiliava-lhe, transcrevendo todo o seu trabalho para a imprensa, e aprendeu grego o suficiente para conseguir ler para ele seus autores favoritos. Tucker terminou seu livro em 1774, e morreu com “perfeita calma e resignação” em 20 de novembro do mesmo ano. Há uma lápide em sua memória na igreja de Dorking.
Não tomou parte na política, e escreveu um panfleto, The Country Gentleman's Advice to his Son on the Subject of Party Clubs (1755), alertando os jovens contra as armadilhas políticas.

## Obra
Seu trabalho abrange, no seu âmbito, muitas discussões psicológicas e mais estritamente metafísicas, mas é principalmente na relação com a ética que as especulações de Tucker são lembradas. Em alguns pontos importantes ele antecipa o utilitarismo mais tarde sistematizado por William Paley, que expressa em termos mais amplos suas obrigações para com o seu antecessor. Tucker afirma que “a satisfação pessoal de cada homem” é o fim último da ação; e a satisfação ou o prazer é algo da mesma espécie, contudo ela pode variar em grau. Esta motivação universal é ainda mais conectada, segundo Paley, pela vontade de Deus, com o “interesse geral, a raiz, onde todas as nossas regras de conduta e de sentimentos de honra têm origem e se ramificam”.
O Light of Nature foi republicado juntamente com um esboço biográfico pelo neto de Tucker, Henry Paulet St John Mildmay (1905), 7 volumes (Outras edições 1834, 1836, etc.), e uma edição abreviada por William Carew Hazlitt foi publicada em 1807.
As obras de Tucker são:
- The Country Gentleman's Advice to his Son on the Subject of Party Clubs, 1755.
- Freewill, Foreknowledge, and Fate: a Fragment by Edward Search, 1763.
- Man in Quest of himself, by Cuthbert Comment, 1763 (reimpresso em Metaphysical Tracts, de Parr em 1837).
- The Light of Nature Pursued, by Edward Search, 4 volumes, 1768; os três volumes restantes, como Posthumous Works of Abraham Tucker, editado por sua filha, foi publicado em 1778; 2.ª edição, com uma Vida por Mildmay, em 7 volumes 8vo, publicado em 1805; uma 3.ª edição em 2 volumes 8vo (com a Vida) em 1834; reimpresso em 1836, 1837, 1842, 1848; foi publicado também nos Estados Unidos em 1831 e mais tarde.
- Vocal Sounds, by Edward Search, circulação privativa em 1773; uma tentativa de corrigir os sons representados por letras, com uma amostra estranha de hexâmetros ingleses.

## Leituras adicionais
- James Mackintosh, Dissertation on the Progress of Ethical Philosophy (Edimburgo, 1832)
- Sir Leslie Stephen, English Thought in the 18th Century, iii. 119-130.